# English breakfast
English breakfast er en type morgenmad, som kan bestå af bl.a. bacon, røræg, baked beans og stegte pølser. Den er almindelig i Storbritannien og i USA og er ret omfattende.
Det lettere morgenmåltid, der serveres i det øvrige Europa, kaldes i Storbritannien »continental breakfast«. Udvalget er større på hoteller end i private hjem.